# La Neuville British Cemetery
Le La Neuville British Cemetery  est un cimetière militaire de la Première Guerre mondiale situés  sur le territoire de la commune de Corbie, dans le département de la Somme, au nord-est d'Amiens.

## Localisation
Ce cimetière est situé à 1,5 km à l'ouest de la commune, au milieu des cultures, sur la rive droite de l'Ancre.

## Histoire

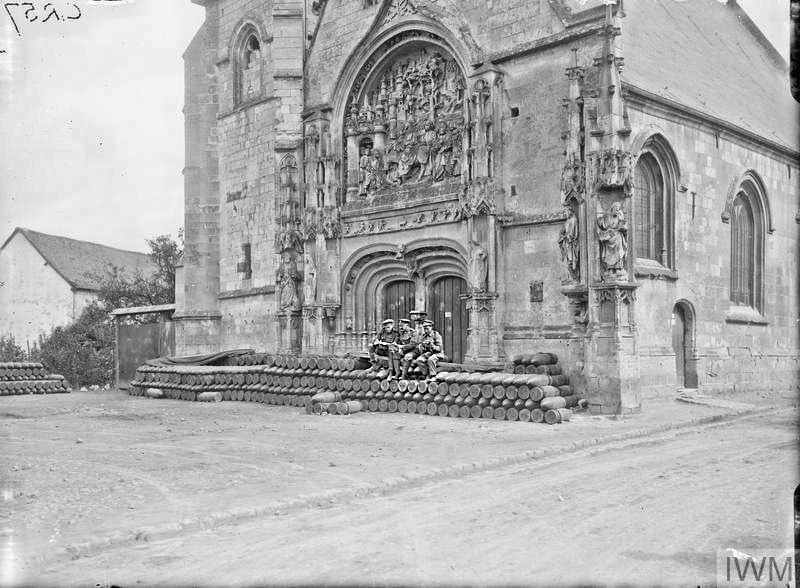
Troupes britanniques lisant des journaux au sommet d'un dépôt d'obus d'artillerie à l'extérieur de l'église de Corbie. © IWM (Q 3927)

Corbie se trouvait à une vingtaine kilomètres derrière le front lorsque les forces du Commonwealth prirent le contrôle du secteur en remplacement des troupes françaises affectées plus au sud du côté de l'Aisne et de la Marne en juillet 1915.

La ville devint immédiatement un centre médical, avec les postes d'évacuation des blessés  à La Neuville jusqu'en octobre 1916 et avril 1917 respectivement. En novembre 1916, le front se déplaça vers l'est. L'avancée allemande au printemps 1918 arriva à moins de 10 kilomètres de la ville et entraîna avec elle l'installation de nouveaux hôpitaux de campagne australiens .

Devant l'afflux un second poste de secours fut installé  à La Neuville en avril 1916 et y resta tout au long des batailles de la Somme de 1916, jusqu'en mars 1917. Ce cimetière  fut ouvert au début de juillet 1916. La plupart des sépultures datent de cette période, mais quelques tombes furent ajoutées lors des combats dans la Somme en 1918.

Le cimetière britannique de Neuville contient 896 sépultures de la Première Guerre mondiale dont seulement 4 ne sont pas identifiées,.

## Caractéristique
Le cimetière britannique a un plan rectangulaire de 40 m sur 35.
Il est entouré d'une haie d'arbustes.

Deux portes d'entrée monumentales sont érigées aux angles sud du cimetière qui a été conçu par Edwin Lutyens.

## Galerie

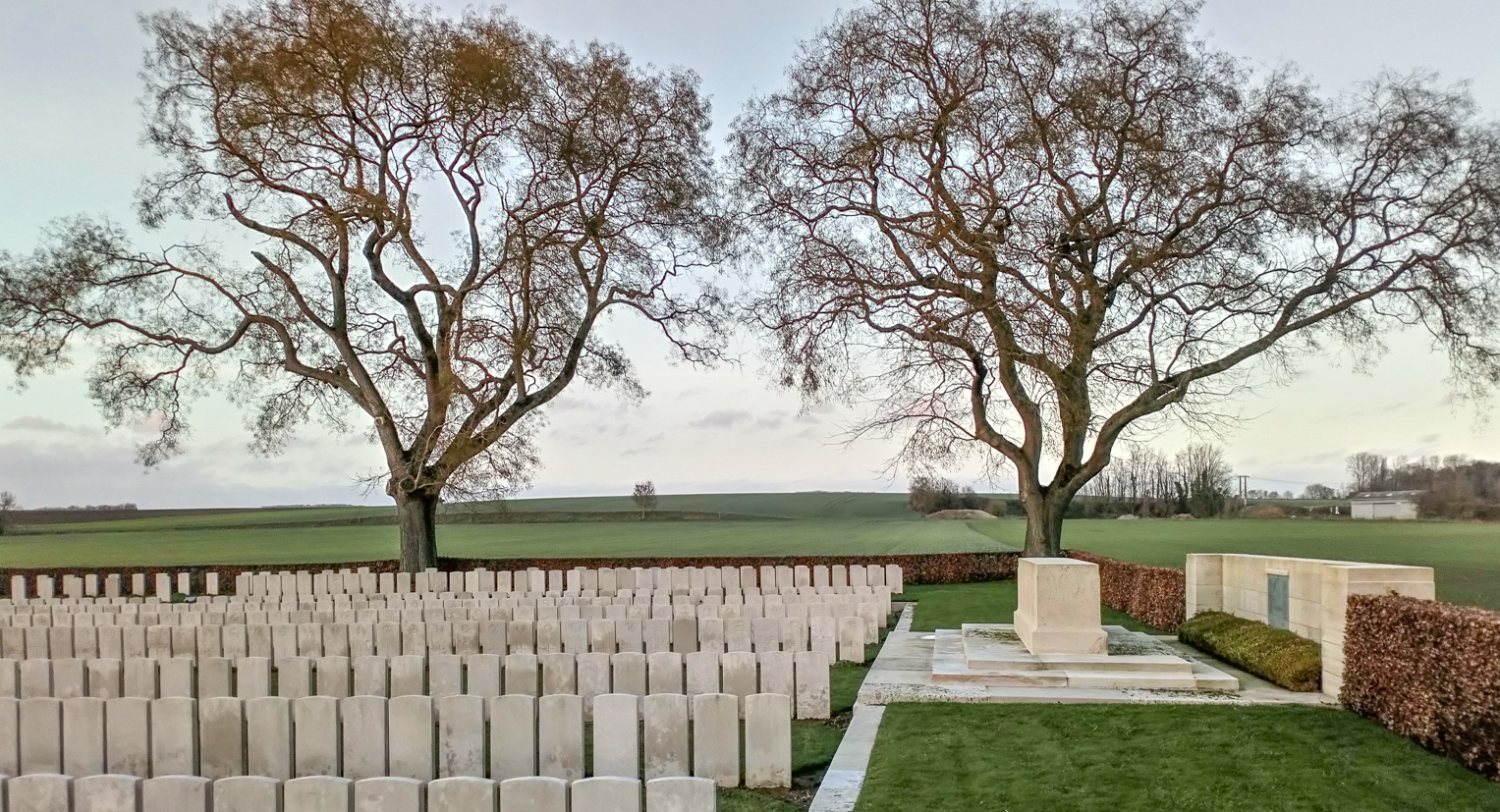
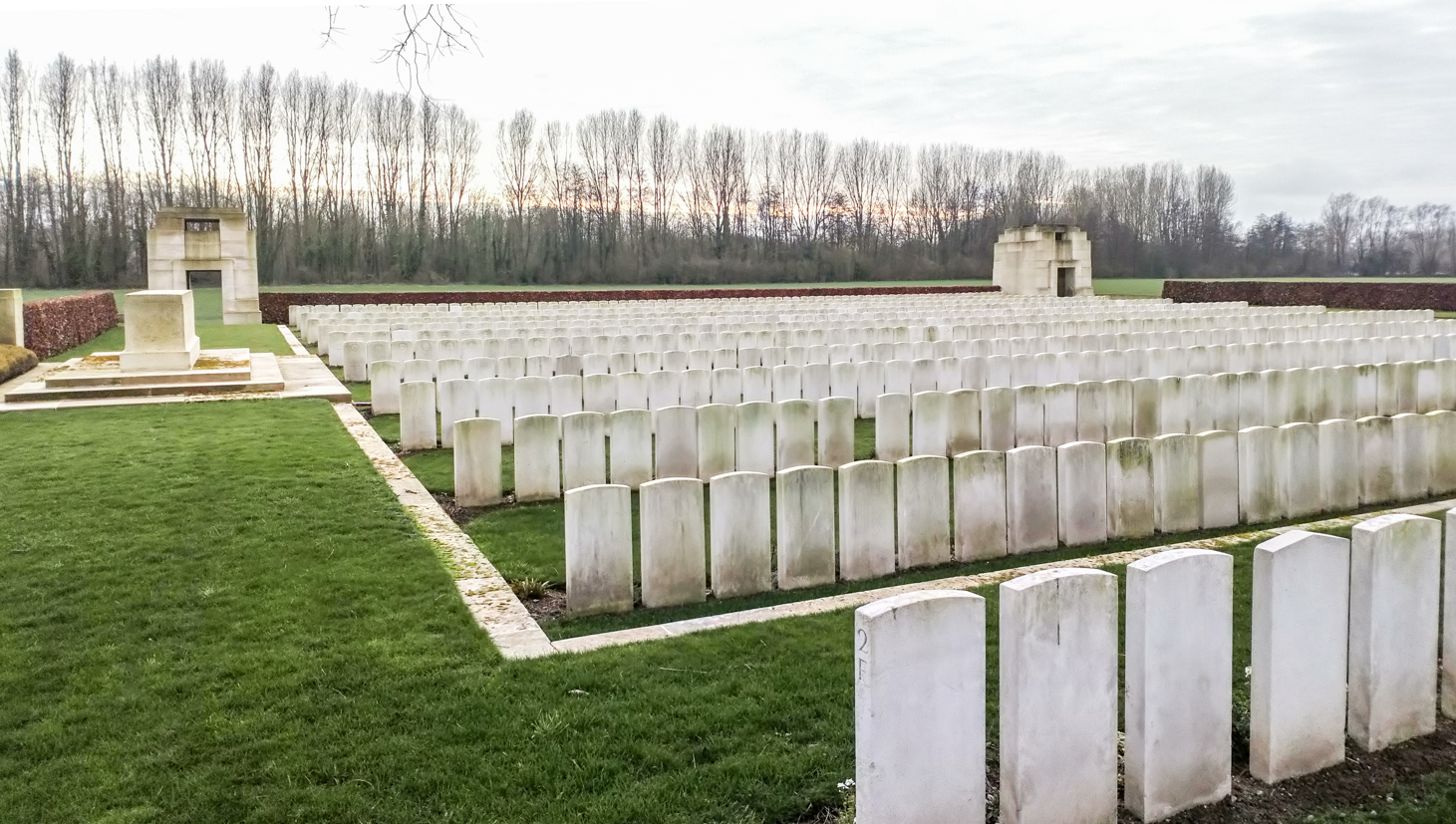
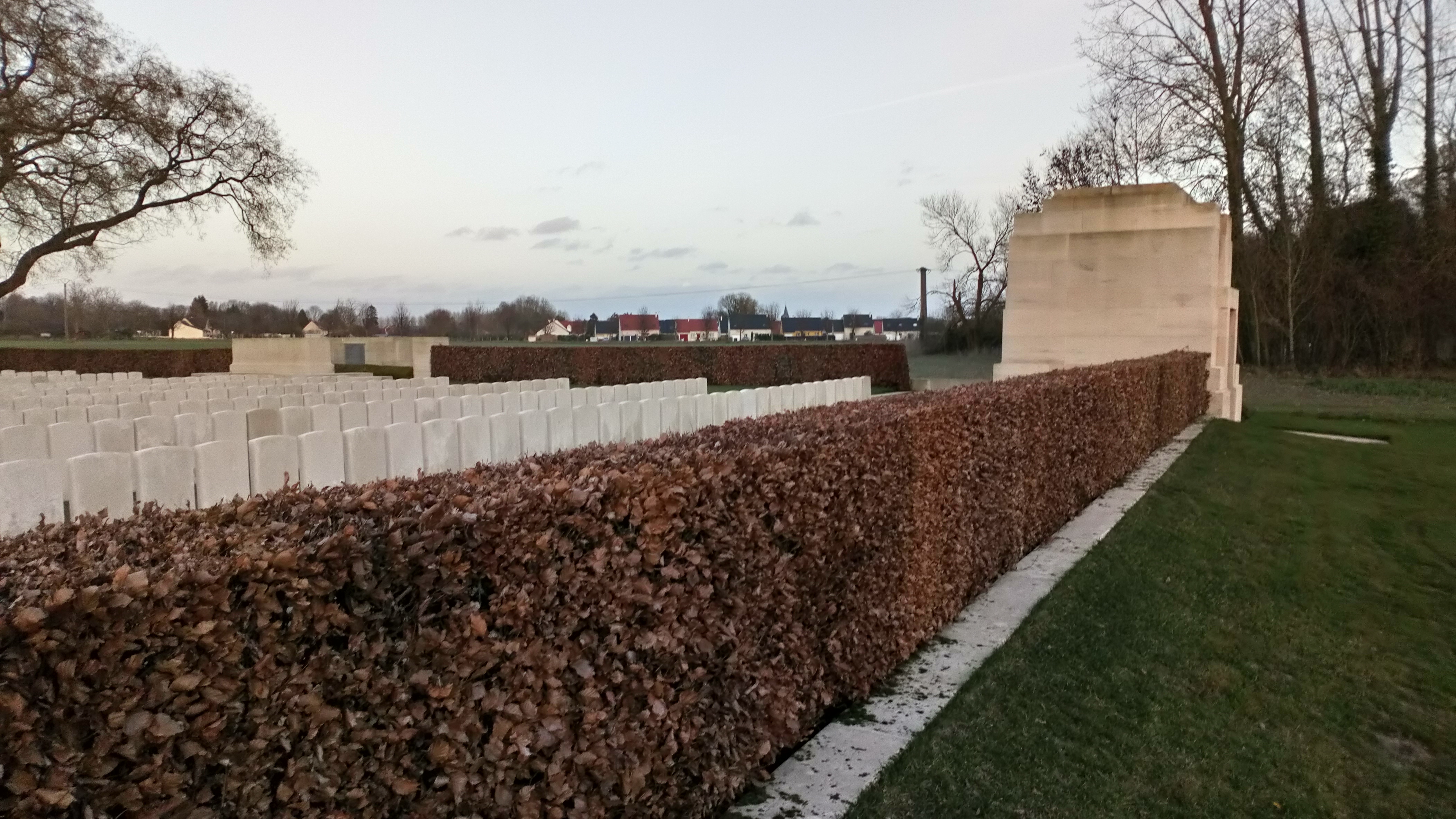
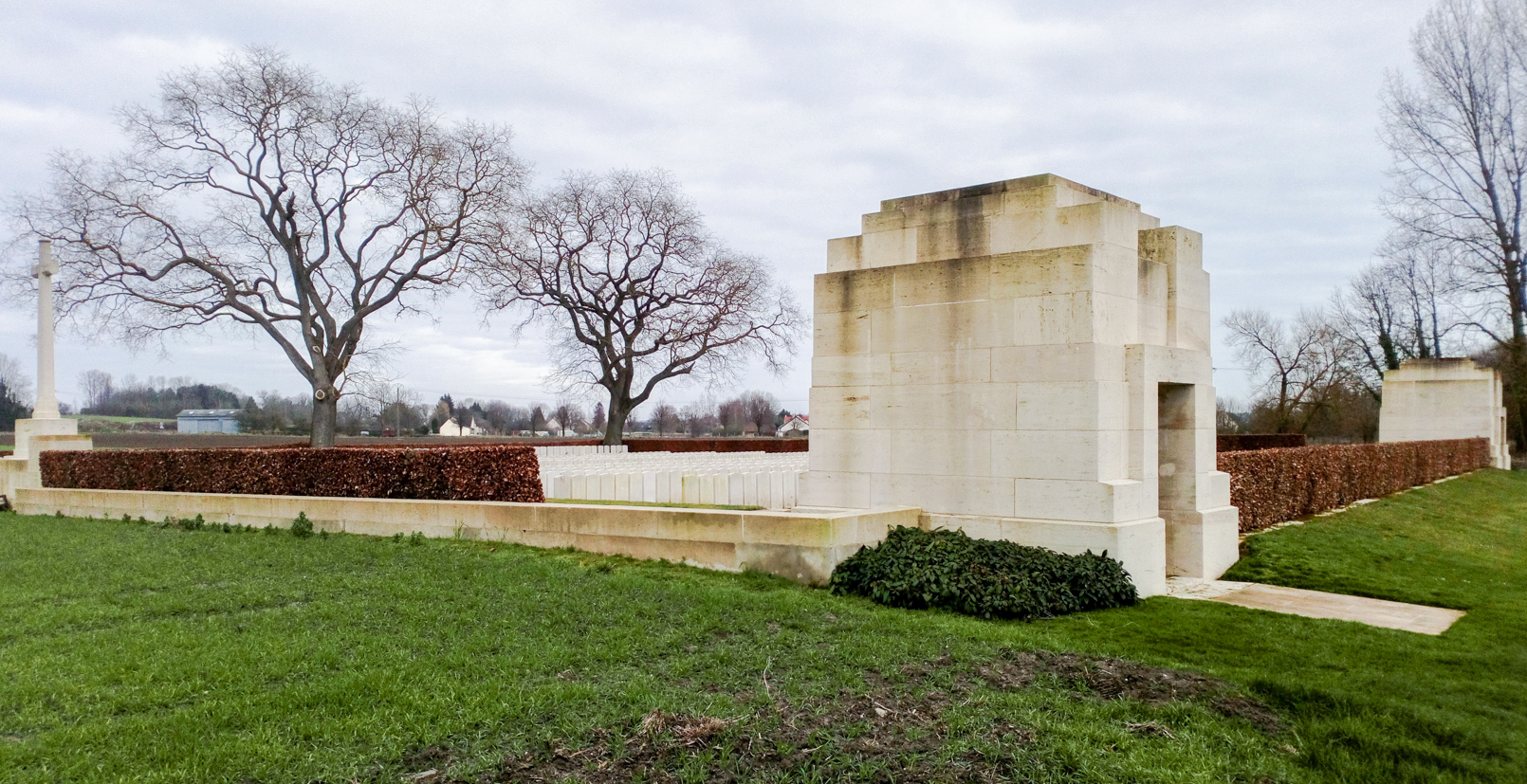
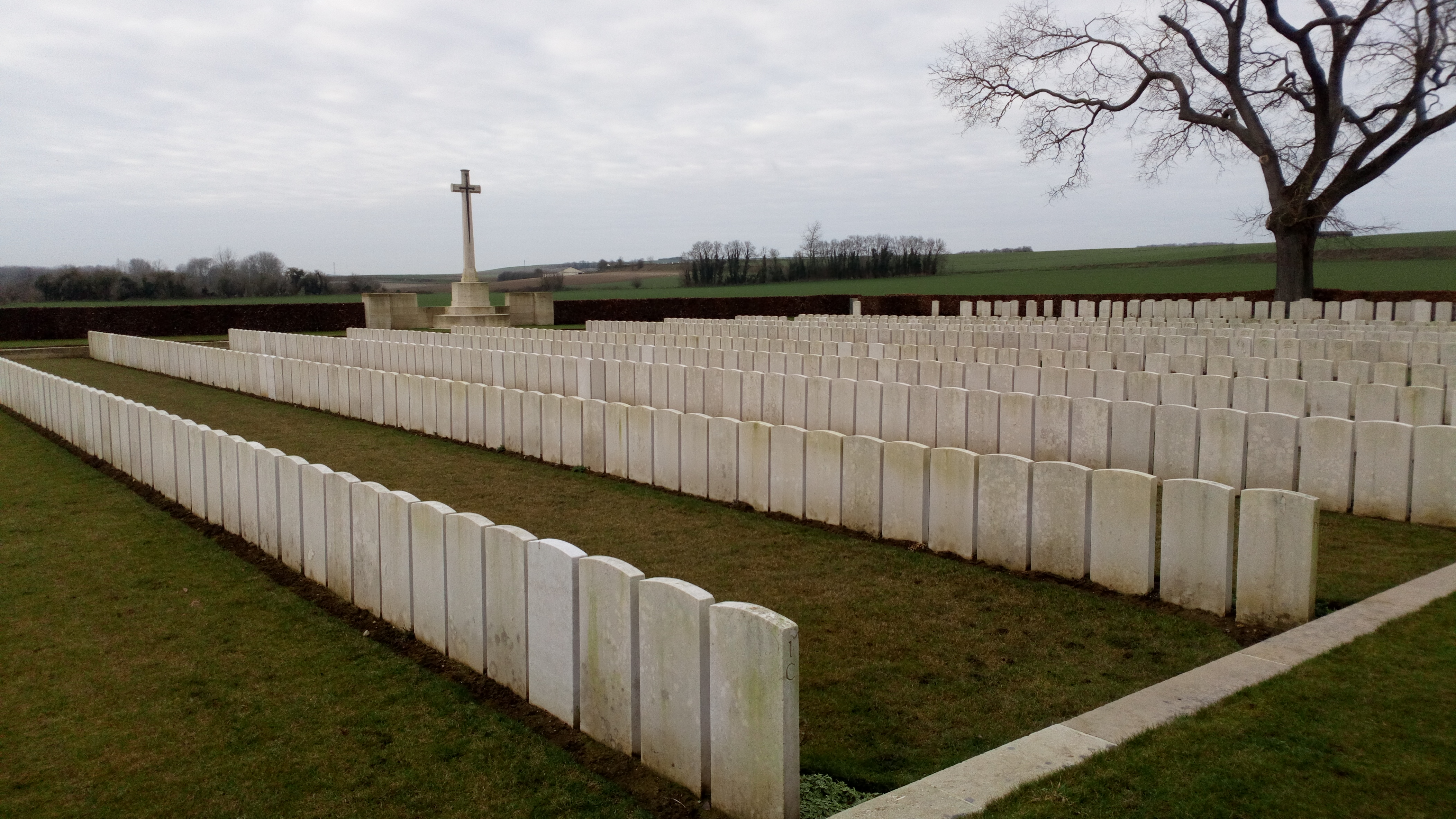

## Sépultures
| Pays           | Sépultures |
| -------------- | ---------- |
| Royaume-Uni    | 824        |
| Australie      | 21         |
| Afrique du Sud | 24         |
| Allemagne      | 27         |
| Total          | 896        |